# 室謙二
室 謙二（むろ けんじ、1946年1月16日- ）は、日本の編集者、文筆家。

## 人物・来歴
東京都生まれ。明治学院大学文学部中退。大学在籍中からべ平連に参加し、米軍脱走兵援助活動に関わる。その後、金芝河の救援運動にもかかわり、「金芝河らを助ける会」事務局長を務める。金芝河英訳詩集「“The Middle Hour” Selected Poems of KIM‐CHI‐HA」などを出版。
第6次『思想の科学』編集代表などを務めたあと、1980年代後半からアメリカに住む。1998年に市民権を取得。『本とコンピュータ』編集委員。
妻のNancy BardackeはMindfulnessの教師。甥の渡邉浩平は北海道大学教授（広告企画論）。

## 著書
- 『旅行のしかた 内側からタマゴを割る』（晶文社） 1975
- 『アジア人の自画像』（晶文社） 1979
- 『帰らない旅 スペイン・モロッコ・フィジー…』（教育研究社） 1980
- 『踊る地平線 めりけんじゃっぷ長谷川海太郎伝』（晶文社） 1985
- 『室謙二「ワープロ」術・キーボード文章読本』（晶文社、シリーズ「日常術」） 1986
- 『インターネット生活術』（晶文社） 1996
- 『天皇とマッカーサーのどちらが偉い? 日本が自由であったころの回想』（岩波書店） 2011
- 『非アメリカを生きる ＜複数文化＞の国で』（岩波新書） 2012
- 『アメリカで仏教を学ぶ』（平凡社新書） 2013

### 共編著
- 『時代はかわる フォークとゲリラの思想』（編、社会新報、新報新書） 1969
- 『金芝河』（編、三一新書） 1976
- 『パック旅行なんてクソクラエ』（芝生瑞和共著、鎌倉書房） 1978
- 『闘いかたの流儀 野坂昭如政治白書』（編、筑摩書房） 1984
- 『愉しみかたの流儀 野坂昭如猥褻白書』（編、筑摩書房） 1984
- 『コンピューター文化の使い方』（津野海太郎共著、思想の科学社） 1994
- 『日米生活対話 パソコン通信による16テーマ』（ナンシー・バーデキー共著、晶文社） 1994
- 『大議論 それでも本に未来はある』（責任編集、「本とコンピュータ」編集室編、大日本印刷ICC本部、本とコンピュータ叢書） 2001
- 『9月11日・メディアが試された日 TV・新聞・インターネット』（外岡秀俊, 枝川公一共編著、「本とコンピュータ」編集室編、大日本印刷ICC本部、本とコンピュータ叢書） 2002
- 『編集とはどういう行為か? (鶴見俊輔さんの仕事 3)』（松田哲夫, 黒川創共著、編集グループSure） 2017

## 翻訳
- 『メディアラボ 「メディアの未来」を創造する超・頭脳集団の挑戦』（スチュアート・ブランド、麻生九美共訳、福武書店） 1989